# 갈라 고든
갈라 고든(Gala Gordon, 1991년 3월 26일 ~ )은 잉글랜드의 배우, 모델이다.